# Katrin Günther (Medienmanagerin)
Katrin Günther (* 1966 in Glauchau, Deutsche Demokratische Republik) ist eine deutsche Journalistin und Medienmanagerin. Seit 2024 ist sie Programmdirektorin des Rundfunks Berlin-Brandenburg.

## Leben
Günther studierte an der Karl-Marx-Universität Leipzig  und absolvierte anschließend ein Volontariat. 1990 wurde sie Mitarbeiterin des Teams der Jugendsendung Elf 99 beim Fernsehen der DDR. Im Rahmen der Umstrukturierung des Mediensystems der neuen Bundesländer und Gründung des Ostdeutschen Rundfunks Brandenburg wurde sie 1992 Redakteurin bei Brandenburg aktuell. In der Folge war sie für das AbendJournal tätig und übernahm später die Leitung der Redaktionen Vor Ort und Politik und Gespräche. Ab 2003 war sie beim fusionierten Rundfunk Berlin-Brandenburg in der Chefredaktion tätig.
Ab 2005 leitete Günther die Redaktion Sport Fernsehen beim rbb und war in dieser Funktion maßgeblich für die crossmediale Organisation der Arbeitsabläufe zuständig. 2013 übernahm sie die Leitung des Programmbereichs Service und Sport und verantwortete dabei unter anderem die Formate zibb, rbb Praxis und Super.Markt – Neues für Verbraucher. Für die ARD war sie zudem für die Biathlon-Berichterstattung im Ersten und die Produktion der Übertragung der Finals Berlin 2019 zuständig, welche mit dem Deutschen Fernsehpreis 2020 als Beste Sportsendung ausgezeichnet wurde. 
2020 übernahm Günther die Leitung der neu geschaffenen Contentbox Sport. In dieser Rolle verantwortete sie die Abteilungen Qualitätsmanagement und Medienforschung sowie Digitale Entwicklung und Strategie als auch die investigativen Recherchen des Teams um Hajo Seppelt zum Thema Doping im Sport.
Ab Frühjahr 2021 fungierte Günther als Stellvertreterin von Programmdirektorin Martina Zöllner. Im April 2024 wurde sie vom Rundfunkrat des Rundfunks Berlin-Brandenburg zur Nachfolgerin von Zöllner als Programmdirektorin gewählt; die Funktion übernahm sie im August 2024. Ihr Jahresgehalt wurde mit 185.000 Euro beziffert. Am 14. März 2025 gab der RBB den Rücktritt von Günther und Chefredakteur David Biesinger im Zuge der Falschberichterstattung bekannt, die zum Ende der politischen Karriere des Bundestagsabgeordneten Stefan Gelbhaar geführt hatte. Günther führt die Position der Programmdirektorin bis zu einer Neubesetzung der Stelle kommissarisch fort.
Günther lebt in Berlin.